# Nick & Knight (álbum)
Nick & Knight é um álbum de estúdio colaborativo homônimo dos cantores e compositores estadunidenses Nick Carter e Jordan Knight, sob o nome artístico de Nick & Knight. O álbum pertencente aos gêneros pop e pop-rock, foi lançado em 1 de setembro de 2014, através da BMG. Sua faixa título intitulada  "One More Time", foi lançada com seu respectivo vídeo musical em 15 de julho de 2014. 
O lançamento de Nick & Knight atingiu a posição de número catorze pela parada canadense Canadian Albums Chart e de número 24 pela estadunidense Billboard 200.  

## Antecedentes e composição
Durante os anos de 2011 e 2012, Nick Carter e Jordan Knight se apresentaram com seus respectivos grupos, Backstreet Boys e New Kids on the Block, em uma turnê conjunta pelo supergrupo NKOTBSB. Durante a turnê, surgiu a ideia de uma colaboração entre os dois. Carter disse que eles exploraram a ideia e, eventualmente, ela se transformou em um álbum completo. Segundo Knight, fazer parte de um grupo "pressiona bastante o processo criativo", enquanto a colaboração lhes deu "um pouco mais de liberdade para explorar e fazer algo diferente do que seria esperado".
Em uma entrevista ao programa Good Morning America da ABC, a dupla descreveu seu som como sendo "pop, rock, R&B e urbano... com todos os gêneros misturados para criar 'Nick & Knight'".

## Divulgação
Como parte de suas ações promocionais para o álbum, a faixa "Just The Two of Us" foi disponibilizada para download através de uma pré-venda do álbum. Além disso, a dupla realizou uma turnê de apoio chamada Nick & Knight Tour, que iniciou-se em 15 de setembro de 2014 em Nashville, Estados Unidos e encerrou-se em 22 de novembro de 2014 em Calgary, Canadá, obtendo um total de 38 concertos na América do Norte.

## Lista de faixas
| N.º            | Título               | Compositor(es)                                                                      | Produtor(es)                                                       | Duração |  |
| 1.             | "One More Time"      | Jonathan Yip Jeremy Reeves Ray Romulus Ray McCullough James Young Dan Keyes         | Stereotypes Johan "Jones" Wetterberg [a] Marcus Siskind [a]        | 3:30    |  |
| 2.             | "Nobody Better"      | Jordan Omley Isaiah Leavitt Michael Mani                                            | Mani Omley                                                         | 3:36    |  |
| 3.             | "Switch"             | Bruno Mars Phillip Lawrence Keith Harris                                            | Harris Alvin Garrett [a] Omley [a]                                 | 3:31    |  |
| 4.             | "Drive My Car"       | Jordan Knight Nick Carter Jacob "J. Kash" Kasher Hindlin Nate Campany Jeff Halavacs | Halatrax Wetterberg [a]                                            | 3:51    |  |
| 5.             | "Take Me Home"       | Jared Lee Mario Marchetti                                                           | Marchetti                                                          | 4:17    |  |
| 6.             | "Deja Vu"            | Jeremy Skaller Khaled Rohaim Brandyn Burnette Nicholas "Ras" Furlong                | Skaller Rohaim Damon Sharpe [a] Anthony Kronfle [a] Wetterberg [a] | 3:14    |  |
| 7.             | "If You Want It"     | Carter Knight Emily Warren Fancy Hagood Halavacs                                    | Halatrax Wetterberg [a]                                            | 3:23    |  |
| 8.             | "Paper"              | Andy Love Chloe Angelides Mikhail Beltran                                           | Beltran Love [a] Wetterberg [a]                                    | 3:01    |  |
| 9.             | "Just the Two of Us" | Lee Justin Lucas Jamil Chammas Skaller                                              | Skaller Chammas Lee [a] Wetterberg [a]                             | 3:07    |  |
| 10.            | "Halfway There"      | Louis Biancaniello Omley                                                            | Biancaniello Omley [a]                                             | 3:58    |  |
| Duração total: | Duração total:       | Duração total:                                                                      | Duração total:                                                     | 35:28   |  |

## Desempenho nas tabelas musicais
Nick & Knight foi lançado exclusivamente nos Estados Unidos e Canadá em 2 de setembro de 2014, onde estreou em seu pico de número 24 pela parada estadunidense Billboard 200, com vendas de 9.107 cópias vendidas em sua primeira semana no país. No Canadá, o álbum estreou na posição de número catorze pela parada Canadian Albums Chart.

### Posições semanais
| Tabela musical (2014)          | Melhor posição |
| ------------------------------ | -------------- |
| Canadá - Canadian Albums Chart | 14             |
| Estados Unidos - Billboard 200 | 24             |

## Histórico de lançamento
| Região         | Data                  | Formato             | Gravadora                     | Ref.  |
| -------------- | --------------------- | ------------------- | ----------------------------- | ----- |
| Canadá         | 2 de setembro de 2014 | CD                  | Nick & Knight Mass Appeal BMG | [ 7 ] |
| Estados Unidos | 2 de setembro de 2014 | CD download digital | Nick & Knight Mass Appeal BMG | [ 8 ] |